# Нёман (журнал)
«Нёман» — ежемесячный русскоязычный литературно-художественный и общественно-публицистический журнал Союза писателей Беларуси.

## История
Издаётся в Минске. Преемник альманаха «Советская Отчизна» (1945—1951; в 1945—1946 «Отчизна» с периодичностью раз в два месяца. Тираж в советское время превышал 100 000 экземпляров (1974).

## Разделы
Проза, поэзия, публицистика, история, культура, этнография, литературная критика, записки, воспоминания, документы.

## Главные редакторы
- Иван Шамякин (1952—1953)
- Михась Калачинский (1953—1954)
- Пимен Панченко (1954—1958)
- Евгений Василёнок (1958—1966)
- Андрей Макаёнок (1966—1977)
- Анатоль Кудравец (1978—1997)
- Алесь Жук (1997—2002)
- Нина Чайка (2002—2008)
- Михаил Позняков (2008—2009)
- Алесь Бадак (2009—2014)
- Алексей Черота (2014—2019)
- Юлия Алейченко (2019 — 2021)
- Наталия Костюченко (с 2021)